# Ильинское сельское поселение (Костромская область)
Ильи́нское се́льское поселе́ние — упразднённое муниципальное образование в Кологривском районе Костромской области.
Административный центр — село Ильинское.

## История
Ильинское сельское поселение образовано 30 декабря 2004 года в соответствии с Законом Костромской области № 237-ЗКО, установлены статус и границы муниципального образования.
22 июня 2010 года в соответствии с Законом Костромской области № 626-4-ЗКО в состав Ильинского сельского поселения включено упразднённое Высоковское сельское поселение.
Законом Костромской области от 21 мая 2021 года № 90-7-ЗКО к 31 мая 2021 года упразднено в результате преобразования муниципального района в муниципальный округ.

## Население
| 2008 | 2010 | 2012 | 2013 | 2014 | 2015 | 2016 |
| ---- | ---- | ---- | ---- | ---- | ---- | ---- |
| 1007 | ↘848 | ↘818 | ↘791 | ↘757 | ↘738 | ↗739 |
| 2017 | 2018 | 2019 | 2020 |      |      |      |
| ↘717 | ↗718 | ↘686 | ↘664 |      |      |      |

## Состав сельского поселения
| №  | Населённый пункт | Тип населённого пункта       | Население |
| -- | ---------------- | ---------------------------- | --------- |
| 1  | Белавино         | деревня                      | →6        |
| 2  | Белоглазово      | деревня                      | ↗107      |
| 3  | Большая Горка    | деревня                      | →0        |
| 4  | Большая Каменка  | деревня                      | →12       |
| 5  | Воймас           | посёлок                      | ↗199      |
| 6  | Высоково         | деревня                      | ↗113      |
| 7  | Гаревая          | деревня                      | →0        |
| 8  | Григорьевка      | деревня                      | →0        |
| 9  | Евдокимовка      | деревня                      | →0        |
| 10 | Ивановка         | деревня                      | →0        |
| 11 | Ильинское        | село, административный центр | ↘202      |
| 12 | Казанка          | деревня                      | ↗1        |
| 13 | Королево         | деревня                      | →0        |
| 14 | Котляш           | деревня                      | ↗2        |
| 15 | Малая Каменка    | деревня                      | →0        |
| 16 | Маракино         | деревня                      | ↗196      |
| 17 | Мартьянка        | деревня                      | ↘3        |
| 18 | Нагорново        | деревня                      | →0        |
| 19 | Нижний Воймас    | деревня                      | →0        |
| 20 | Новосёлки        | деревня                      | ↘0        |
| 21 | Пехарово         | деревня                      | ↘21       |
| 22 | Половинново      | деревня                      | →6        |
| 23 | Померекино       | деревня                      | ↘2        |
| 24 | Рамешки          | деревня                      | →0        |
| 25 | Слеповское       | деревня                      | →0        |
| 26 | Шоргутово        | деревня                      | ↗50       |
| 27 | Юрино            | деревня                      | →0        |
| 28 | Яковлево         | деревня                      | ↗52       |

## Известные уроженцы
- Кудрявцев, Александр Георгиевич  (1901—1978) — советский военный деятель, генерал-майор.